# Albin Ekdal

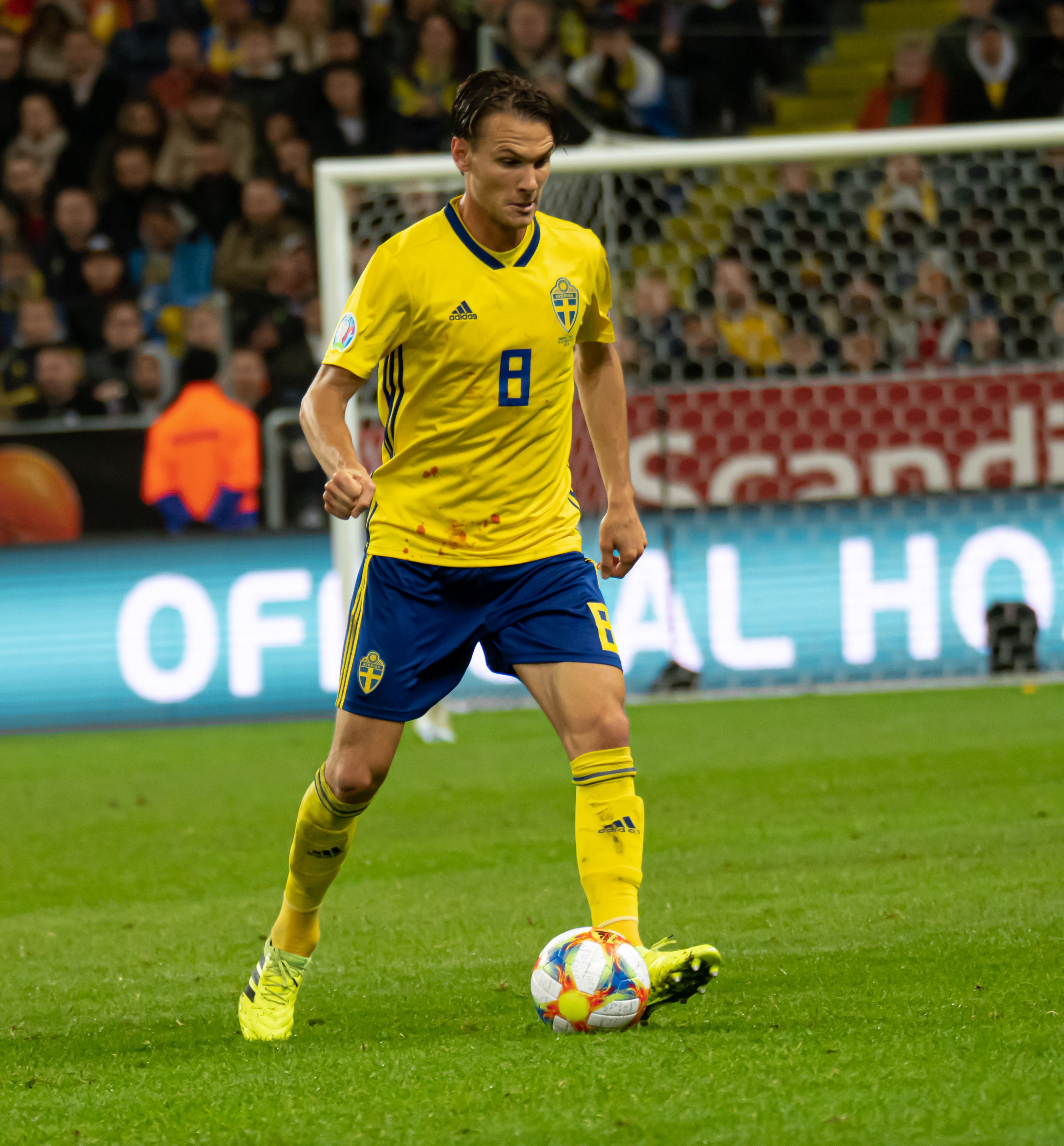
Ekdal mot Spanien 2019

Albin Ekdal, född 28 juli 1989 i Hässelby i Stockholms län, är en svensk fotbollsspelare som spelar för Djurgårdens IF. Han är son till TV-profilen Lennart Ekdal och äldre bror till fotbollsspelaren Hjalmar Ekdal. Han utsågs till Årets mittfältare på Fotbollsgalan 2013, 2014 och 2015.

## Klubbkarriär
Ekdal är fotbollsfostrad i IF Brommapojkarna, parallellt med grundskole- och gymnasiestudier vid Höglandsskolan och Bromma gymnasium. Med klubben vann han som pojklagsspelare bland annat Gothia Cup tre gånger samt pojk– och junior-SM. Han gjorde allsvensk debut i april 2007 i lagets första allsvenska match någonsin mot Djurgårdens IF på Råsunda och noterades för en målgivande passning (nickskarv till Joakim Runnemo). 

### Ekdal till Italien
Den 23 maj 2008 skrev Ekdal på ett fyraårskontrakt (1 juli 2008 till 30 juni 2012) för Juventus. Övergångssumman uppgavs av Juventus till 0,6 miljoner euro, motsvarande 5,6 miljoner kronor enligt dåvarande valutakurs. Den 18 oktober 2008 gjorde Ekdal Serie A-debut i ligans sjunde omgång när han bytte av Christian Poulsen i 74:e minuten i bortamötet med SSC Napoli som Juventus förlorade med 1–2.
Den 6 juni 2009 stod det klart att Albin Ekdal skulle lånas ut till en mindre Serie A-klubb för att få mer speltid. I juli 2009 blev det klart att Siena lånade Ekdal säsongen 2009/2010.    
Den 28 juli 2010 sålde Juventus 50% av rättigheterna till Ekdal till Serie A-klubben Bologna. Inför varje säsong skulle klubbarna gemensamt avgöra var Ekdal skulle spela. Om bägge klubbarna ville ha honom blev det en dold budgivning på respektive 50% av rättigheterna. Den 25 juni 2011 köpte Juventus tillbaka de 50% som Serie A-klubben Bologna tidigare ägt. Klubbarna kunde inte komma överens så Juventus bjöd högst i den dolda budgivningen.
21 augusti 2011 skrev Ekdal på ett fyraårskontrakt för Cagliari Calcio. Han imponerade i Serie A och i februari 2014 förlängde Ekdal kontraktet till sommaren 2016. Med det nya kontraktet blev han en av lagets bäst betalda spelare.
Cagliari åkte dock ur Serie A 2015 och då ville Albin Ekdal lämna klubben trots att han hade ett år kvar på kontraktet.

### Ekdal till Tyskland
Den 18 juli 2015 lämnade Ekdal Serie A för att ansluta sig till Bundesliga och Hamburg. Ekdal ville spela i antingen Bundesliga eller Premier League, och valde Hamburg bland annat på grund av närheten till vänner och familj i Stockholm.
Under de tre säsongerna i Hamburg drabbades Ekdal av omfattande skadeproblem. Han hade fyra olika tränare och sexton skadeperioder. Ekdals agent, Martin Klette, riktade kritik mot Hamburg, och menade att de tvingat honom att spela trots att han inte var skadefri.
Hamburg åkte ur Bundesliga 2018 och totalt spelade Ekdal 57 matcher för klubben.

### Återkomst till Italien och hemkomst till Sverige igen
Den 16 augusti 2018 återkom Ekdal till Italien och Sampdoria. Han skrev på ett treårskontrakt. Han debuterade för Sampdoria i Serie A den 26 augusti 2018 mot Udinese.  
25 juli 2020 var Ekdal värd i Sommar i P1.Hans första mål för Sampdoria gjorde han mot AC Milan den 6 december 2020. Det var hans första mål på 1 372 dagar.
Han trivdes bra i Italien, och i januari 2021 förlängde Ekdal kontraktet med Sampdoria fram till sommaren 2022. Hans sista match för Sampdoria blev 1-0 vinsten mot Genoa CFC den 30 april 2022 då Ekdal även var lagkapten.
Den 13 juli 2022 värvades Ekdal av Spezia, där han skrev på ett tvåårskontrakt. Klubben åkte ur Serie A säsongen 2022/2023, och på höstsäsongen i Serie B blev det bara nio matcher för Ekdal, varav den sista blev ett inhopp mot Parma, den 2 december 2023. Den 27 december 2023 bröts kontraktet i samförstånd med klubben. 34-åringen gjorde ett mål (mot Atalanta i den italienska cupen) och två assist på totalt 44 matcher för Spezia.
Den 30 december 2023 blev det officiellt att han skrivit på ett tvåårskontrakt för Djurgårdens IF.

## Landslagskarriär
Den 30 september 2008 togs Ekdal ut till U21–landslaget för första gången i karriären. Matchen skulle ha varit en träningsmatch i Falkenberg mot Georgiens U21–landslag men de ställde in mötet. Istället blev det en inofficiell landskamp mot Superettan-laget Landskrona BoIS. Ekdal spelade hela den matchen på mittfältet.
4 september 2010 blev han för första gången uttagen till A-landslaget i en EM-kvalmatch mot San Marino 7 september 2010, efter att Anders Svensson skadat sig mot Ungern 3 september 2010, och var osäker till spel mot San Marino. Han fick dock ingen speltid, eftersom 3 september 2010 fick han sitt andra gula kort i kvalet till U21-EM 2011 och blev avstängd i både U21- och A-landslaget en match.
Debuten i A-landslaget kom i EM-kvalmatchen mot Ukraina 10 augusti 2011, när han kom in som avbytare för Sebastian Larsson. 
Ekdal startade i tre VM-kvalmatcher 2013, men Sverige misslyckades att kvalificera sig till mästerskapet 2014. 
Sverige lyckades därefter att ta sig till EM 2016. Ekdal startade i åtta av de tio EM-kvalmatcherna. Han fick dock en fotskada och missade de avgörande playoff matcherna mot Danmark som Sverige vann.
I maj 2016 ådrog sig Ekdal allvarliga skärskador i ryggen när han föll på ett glasbord under ett besök på en nattklubb i Hamburg. Han transporterades med ambulans till sjukhus för akut operation. Detta inträffade strax innan truppen till Europamästerskapet skulle tas ut. Väl i EM 2016 kom Ekdal in som avbytare i matchens slutskede i första matchen mot Irland, men startade de följande gruppspelsmatcherna mot Italien och Belgien.
I VM-kvalet till mästerskapet 2018, med nya förbundskaptenen Janne Andersson, startade Ekdal sex av tio kvalmatcher. Ekdal startade även den första playoff-matchen mot Italien, där Sverige vann med 1-0, men missade returmötet på grund av en lårskada. Sverige kvalificerade sig till mästerskapet och Ekdal startade i alla Sveriges fem matcher i VM 2018. Sverige blev utslaget av England i kvartsfinalen i Samara.
Ekdal startade åtta av de tio EM-kvalmatcherna 2019 och var en viktig del på mittfältet när Sverige blev klart, som grupptvåa, för ett nytt mästerskap.  Han startade i samtliga Sveriges fyra matcher i EM 2020 och på övertid blev Sverige utslaget av Ukraina i åttondelsfinalen i Glasgow.
2022 blev det bara en landskamp då Ekdal startade kvalmatchen mot Tjeckien som Sverige vann. Landslaget förlorade sedan mot Polen och kvalade sig inte in till världsmästerskapet i Qatar 2022.
19 november 2023 spelade Ekdal sin 70:e och sista landskamp i EM-kvalmatchen mot Estland.

## Statistik

### Klubblag
| Klubb                           | Säsong         | Liga           | Liga    | Liga | Liga   | Nationell cup | Nationell cup | Nationell cup | Internationell cup | Internationell cup | Internationell cup | Totalt  | Totalt | Totalt |
| Klubb                           | Säsong         | Division       | Matcher | Mål  | Assist | Matcher       | Mål           | Assist        | Matcher            | Mål                | Assist             | Matcher | Mål    | Assist |
| ------------------------------- | -------------- | -------------- | ------- | ---- | ------ | ------------- | ------------- | ------------- | ------------------ | ------------------ | ------------------ | ------- | ------ | ------ |
| IF Brommapojkarna               | 2007           | Allsvenskan    | 15      | 0    | 1      | —             | —             | —             | —                  | —                  | —                  | 15      | 0      | 1      |
| IF Brommapojkarna               | 2008           | Superettan     | 9       | 0    | 0      | —             | —             | —             | —                  | —                  | —                  | 9       | 0      | 0      |
| IF Brommapojkarna               | Totalt         | Totalt         | 24      | 0    | 1      | —             | —             | —             | —                  | —                  | —                  | 24      | 0      | 1      |
| Juventus FC                     | 2008/2009      | Serie A        | 3       | 0    | 0      | 0             | 0             | 0             | 0                  | 0                  | 0                  | 3       | 0      | 0      |
| Juventus FC                     | 2009/2010      | Serie A        | 0       | 0    | 0      | 0             | 0             | 0             | 0                  | 0                  | 0                  | 0       | 0      | 0      |
| Juventus FC                     | 2010/2011      | Serie A        | 0       | 0    | 0      | 0             | 0             | 0             | 1                  | 0                  | 0                  | 1       | 0      | 0      |
| Juventus FC                     | Totalt         | Totalt         | 3       | 0    | 0      | 0             | 0             | 0             | 1                  | 0                  | 0                  | 4       | 0      | 0      |
| AC Siena (lån)                  | 2009/2010      | Serie A        | 26      | 1    | 0      | 1             | 0             | 0             | —                  | —                  | —                  | 27      | 1      | 0      |
| AC Siena (lån)                  | Totalt         | Totalt         | 26      | 1    | 0      | 1             | 0             | 0             | —                  | —                  | —                  | 27      | 1      | 0      |
| Bologna FC 1909                 | 2010/2011      | Serie A        | 22      | 1    | 1      | 1             | 0             | 0             | —                  | —                  | —                  | 23      | 1      | 1      |
| Bologna FC 1909                 | Totalt         | Totalt         | 22      | 1    | 1      | 1             | 0             | 0             | —                  | —                  | —                  | 23      | 1      | 1      |
| Cagliari Calcio                 | 2011/2012      | Serie A        | 30      | 1    | 1      | 1             | 0             | 0             | —                  | —                  | —                  | 31      | 1      | 1      |
| Cagliari Calcio                 | 2012/2013      | Serie A        | 31      | 1    | 1      | 3             | 0             | 0             | —                  | —                  | —                  | 34      | 1      | 1      |
| Cagliari Calcio                 | 2013/2014      | Serie A        | 22      | 1    | 0      | 1             | 0             | 0             | —                  | —                  | —                  | 23      | 1      | 0      |
| Cagliari Calcio                 | 2014/2015      | Serie A        | 33      | 5    | 3      | 1             | 0             | 0             | —                  | —                  | —                  | 34      | 5      | 3      |
| Cagliari Calcio                 | Totalt         | Totalt         | 116     | 8    | 5      | 6             | 0             | 0             | —                  | —                  | —                  | 122     | 8      | 5      |
| Hamburger SV                    | 2015/2016      | Bundesliga     | 14      | 0    | 0      | 1             | 0             | 0             | —                  | —                  | —                  | 15      | 0      | 0      |
| Hamburger SV                    | 2016/2017      | Bundesliga     | 21      | 1    | 1      | 2             | 0             | 0             | —                  | —                  | —                  | 23      | 1      | 1      |
| Hamburger SV                    | 2017/2018      | Bundesliga     | 19      | 0    | 1      | 0             | 0             | 0             | —                  | —                  | —                  | 19      | 0      | 1      |
| Hamburger SV                    | Totalt         | Totalt         | 54      | 1    | 2      | 3             | 0             | 0             | —                  | —                  | —                  | 57      | 1      | 2      |
| UC Sampdoria                    | 2018/2019      | Serie A        | 32      | 0    | 0      | 1             | 0             | 0             | —                  | —                  | —                  | 33      | 0      | 0      |
| UC Sampdoria                    | 2019/2020      | Serie A        | 32      | 0    | 4      | 1             | 0             | 0             | —                  | —                  | —                  | 33      | 0      | 4      |
| UC Sampdoria                    | 2020/2021      | Serie A        | 32      | 2    | 1      | 1             | 0             | 0             | —                  | —                  | —                  | 33      | 2      | 1      |
| UC Sampdoria                    | 2021/2022      | Serie A        | 26      | 1    | 0      | 1             | 0             | 0             | —                  | —                  | —                  | 27      | 1      | 0      |
| UC Sampdoria                    | Totalt         | Totalt         | 122     | 3    | 5      | 4             | 0             | 0             | —                  | —                  | —                  | 126     | 3      | 5      |
| Spezia Calcio                   | 2022/2023      | Serie A        | 31      | 0    | 2      | 2             | 1             | 0             | —                  | —                  | —                  | 33      | 1      | 2      |
| Spezia Calcio                   | 2023/2024      | Serie B        | 9       | 0    | 0      | 2             | 0             | 0             | —                  | —                  | —                  | 11      | 0      | 0      |
| Spezia Calcio                   | Totalt         | Totalt         | 40      | 0    | 2      | 4             | 1             | 0             | —                  | —                  | —                  | 44      | 1      | 2      |
| Djurgårdens IF                  | 2024           | Allsvenskan    | 17      | 0    | 1      | 5             | 0             | 0             | 1                  | 0                  | 0                  | 23      | 0      | 1      |
| Djurgårdens IF                  | Totalt         | Totalt         | 17      | 0    | 1      | 5             | 0             | 0             | 1                  | 0                  | 0                  | 23      | 0      | 1      |
| Hela karriären                  | Hela karriären | Hela karriären | 424     | 14   | 17     | 24            | 1             | 0             | 2                  | 0                  | 0                  | 450     | 15     | 17     |
| Senast uppdaterad 20 mars 2024. |                |                |         |      |        |               |               |               |                    |                    |                    |         |        |        |

### Landslag
| Landslag                        | År     | Totalt  | Totalt | Totalt |
| Landslag                        | År     | Matcher | Mål    | Assist |
| ------------------------------- | ------ | ------- | ------ | ------ |
| Sverige P15                     | 2004   | 2       | 0      | 0      |
| Sverige P16                     | 2005   | 8       | 1      | 0      |
| Sverige P16                     | 2006   | 2       | 0      | 0      |
| Sverige U17                     | 2005   | 3       | 4      | 0      |
| Sverige U17                     | 2006   | 3       | 0      | 0      |
| Sverige U18                     | 2007   | 2       | 1      | 0      |
| Sverige U19                     | 2007   | 3       | 0      | 0      |
| Sverige U19                     | 2008   | 3       | 1      | 0      |
| Sverige U21                     | 2008   | 1       | 0      | 0      |
| Sverige U21                     | 2009   | 5       | 2      | 0      |
| Sverige U21                     | 2010   | 6       | 0      | 2      |
| Totalt                          | Totalt | 38      | 9      | 2      |
| Sverige                         | 2011   | 1       | 0      | 0      |
| Sverige                         | 2012   | 1       | 0      | 0      |
| Sverige                         | 2013   | 5       | 0      | 2      |
| Sverige                         | 2014   | 6       | 0      | 0      |
| Sverige                         | 2015   | 7       | 0      | 1      |
| Sverige                         | 2016   | 8       | 0      | 0      |
| Sverige                         | 2017   | 4       | 0      | 0      |
| Sverige                         | 2018   | 10      | 0      | 0      |
| Sverige                         | 2019   | 8       | 0      | 1      |
| Sverige                         | 2020   | 5       | 0      | 0      |
| Sverige                         | 2021   | 10      | 0      | 0      |
| Sverige                         | 2022   | 1       | 0      | 0      |
| Sverige                         | 2023   | 4       | 0      | 0      |
| Totalt                          | Totalt | 70      | 0      | 4      |
| Senast uppdaterad 28 mars 2024. |        |         |        |        |

## Utmärkelser
Blev tre år i följd utsedd till Årets mittfältare på Fotbollsgalan (2013, 2014 och 2015).